# Гинчицова, Петра
Петра Гинчицова (чеш. Petra Hynčicová; род. 1 мая 1994, Либерец, Чехия) — чешская лыжница. Чемпионка зимней Универсиады 2019 года в лыжном спринте, участница Олимпийских игр 2018 года.

## Спортивная карьера
Первой гонкой в рамках лыжного Кубка мира для Петры Гинчицовой стал спринтерский забег этапа сезона 2013/14 в Нове-Место-на-Мораве, в котором чешка показала 45-й результат.
6 февраля 2019 года на зимней Универсиаде в Красноярске Гинчицова показала лучшее время в квалификационном забеге спринтерских соревнований свободным стилем. Также уверенно она прошла четвертьфинальную и полуфинальную стадии, а в решающем забеге опередила квартет российских спортсменок, завоевав золотую медаль. Также спортсменка приняла участие в командном спринте и гонке на 15 км.
На первенстве мира 2019 года чешка не попала в основную сетку спринта, показав в квалификации лишь 43-е время. Пара Гинчицовой с соотечественницей Катержиной Янатовой в полуфинале командного спринта стала 7-й и не смогла пробиться в решающий забег этого соревнования. Также приняла участие в гонке с раздельным стартом на 10 км, где стала 48-й, и на втором этапе эстафеты, которая для сборной Чехии завершилась 11-м результатом.
На чемпионате мира 2021 года спортсменка приняла участие в трёх личных гонках, ни разу не попав в топ-30: в спринте она показала 35-е время, в гонке на 10 км с раздельным стартом — 33-е, а в масс-старте на 30 км — 36-е. Кроме того, эстафетная чешская четвёрка, на последнем этапе которую представляла Гинчицова, заняла итоговое 8-е место.

## Результаты

### Олимпийские игры
| Олимпийские игры | Спринт | Командный спринт | 10 км раздельный старт | 7,5+7,5 км скиатлон | 30 км масс-старт | Эстафета |
| ---------------- | ------ | ---------------- | ---------------------- | ------------------- | ---------------- | -------- |
| 2018 Пхёнчхан    | 45     | —                | 60                     | 47                  | 39               | —        |

### Чемпионаты мира по лыжным видам спорта
| Чемпионат мира  | Спринт | Командный спринт | 10 км раздельный старт | 7,5+7,5 км скиатлон | 30 км масс-старт | Эстафета |
| --------------- | ------ | ---------------- | ---------------------- | ------------------- | ---------------- | -------- |
| 2019 Зефельд    | 43     | 13               | 48                     | —                   | —                | 11       |
| 2021 Оберстдорф | 35     | —                | 33                     | —                   | 36               | 8        |